# جياني بريرا
جيوفاني لويجي بريرا المعروف بجياني بيريرا (8 سبتمبر 1919 - 19 ديسمبر 1992) (بالإيطالية: Gianni Brera)‏ صحفي رياضي وروائي إيطالي.
يعتبر أحد أشهر الصحفيين الرياضين في التاريخ، حيث يعود له الفضل في صك مصطلح ديربي إيطاليا بين الإنتر ويوفنتوس، وقد فعل ذلك للمرة الأولى في عام 1967، ومنذ هذا الوقت يستخدم العالم أجمع وصف «ديربي» للمباريات التي تقام بين هذين الفريقين.

## مسيرته
وُلد بريرا في سان زينون آل بو بالقرب من بافيا عام 1919 لأب يعمل في حياكة الملابس، حصل على درجة علمية في مجال العلوم السياسية من جامعة بافيا عام 1943، وعمل في مجال الصحافة الرياضية عام 1945، حيث كانت الانطلاقة مع صحيفة لاغازيتا ديلو سبورت، وهي واحدة من أهم صحف العالم الرياضية اليومية.
وفي عام 1949 تولى بريرا رئاسة تحرير الصحيفة العريقة، ومنذ هذا الوقت لم يأت رئيس تحرير للصحيفة في نفس العمر، فهو رئيس التحرير الأصغر عمراً طوال تاريخ لاغازيتا ديلو سبورت، حيث لم يكن عمره يتجاوز 30 عاماً.
كان يجيد اختراع مسميات وتعبيرات تناسب عالم كرة القدم، حيث أطلق مسمى «ديربي إيطاليا» على مباراة الإنتر واليوفي، كما أنه صاحب كلمة ليبرو والتي تقال على اللاعب الذي يتولى المهام الدفاعية خلف رباعي خط الدفاع. وهو فضلاً عن لغته الأم «الإيطالية» كان يجيد الإسبانية والفرنسية، ويتحدث الإنجليزية والألمانية، بالإضافة إلى اللاتينية القديمة.
مقالات جياني بريرا في صحف لاغازيتا ديلو سبورت، وآل جيورنالي، ولا ريبوبليكا كانت تترجم إلى عدة لغات لكي يستفيد منها العالم أجمع، ولم يكتف بريرا بالمقالات والعمل الصحفي، بل تمكن من إهداء المكتبة الكروية والرياضية العالمية مجموعة من أهم الكتاب والمراجع.
وتقديراً من إيطاليا لأعماله المؤثرة في تاريخ الصحافة الرياضية، تم إطلاق اسمه على ملعب سيفيكا التاريخي الواقع في ميلانو، والذي كان قد شيده نابليون الأول في القرن التاسع عشر، ولكن الطليان قرروا في عام 2003 إطلاق اسم جياني بريرا على هذا الملعب، تقديراً لدوره المؤثر في الصحافة الرياضية، وفي تشكيل الوعي الكروي والرياضي للملايين في إيطاليا والعالم.